# Gouré (département)
Pour les articles homonymes, voir Gouré (homonymie).
Gouré est un des l'un des départements du Niger, situé dans la région de Zinder.
Le département de Gouré, situé entre 13°8' et 17°30' de latitude Nord et 9°20'et 12° de longitude Est, dans la région de Zinder (Sud-Est du Niger) appartient à la zone sahélienne.
Il est peuplé d'agriculteurs, d'éleveurs et d'agro-éleveurs. Il couvre une superficie d'environ 2 432 km2 (243 224 ha).

## Géographie
Il est limité à l'est par les départements de Goudoumaria et de N'guigmi, à l'ouest par ceux de Magaria, de Mirriah et de Tanout, au nord par ceux de Bilma et de Tchirozérine, au sud par la République Fédérale du Nigeria. Il couvre une superficie de 90 953 km2 (base des données Agrhymet).

### Administration
Gouré est un département de 20 730 km2 depuis 2011 de la région de Zinder.
Son chef-lieu est Gouré.
Son territoire se décompose en :
- Communes urbaines : Gouré.
- Communes rurales : Alakoss (Garazou), Bouné, Gamou, Guidiguir, Kellé.

### Situation
Le département de Gouré est entouré par :
- au nord : la région d'Agadez (département de Tchirozérine et Bilma),
- à l'est : la région de Diffa (département de N’Guigmi  et Maïné-Soroa),
- au sud : le Nigéria,
- à l'ouest : les départements de Magaria, Mirriah et Tanout.

### Climat
Le département de Gouré appartient à la zone sahélienne avec, ces dernières décennies, des précipitations dont les moyennes décennales sont inférieures à 350mm/an à la station de Gouré. Son climat tropical sahélien est caractérisé par une longue saison sèche et une courte saison des pluies avec une mauvaise répartition spatio-temporelle des précipitations. La pluviométrie moyenne a diminué progressivement depuis les années cinquante, avec cependant, une alternance de cycle d'années de sécheresses et d'excellentes pluviométries. La comparaison des isohyétes de la période dite "humide "de 1950-1967 à celles de la période de sécheresse de 1968-1985 réalisée par Ozer et Erpicum, 1995 met en évidence une diminution généralisée des précipitations pour l'ensemble du Niger, avec un retrait important des isohyétes vers le Sud pouvant atteindre 200 km. La zone est soumise, au cours de l'année, aux régimes de l'harmattan (alizé boréal) et la mousson (alizé austral). Ces vents aux forces et directions variables au cours de l'année sont responsables de la dynamique éolienne qui affecte la zone (ensevelissement des cuvettes, des espaces agro-pastoraux et infrastructures socio-économiques). Les températures enregistrées sont généralement élevées. Les températures les plus élevées de 1984 à 1990 sont de 44 à 45oC et les minimales pendant la même période varient de 7 à 21oC (Lamine.O, 2003).

## Histoire
Gouré est une ville qui aurait été fondée par des chasseurs kanouri. En effet l'origine même du mot ou terme "Gouré" vient du kanouri signifiant : l'attente.
Le poste administratif de Tesker instauré en 1978, est séparé en 2011 du département de Gouré et élevé au statut départemental.

## Population
La population est estimée à 318 861 habitants en 2011.